# Calco Superiore
Calco Superiore (Càlch de Völt in dialetto brianzolo) è una frazione del comune di Calco, in provincia di Lecco.

## Geografia fisica
Calco Superiore si sviluppa più a monte rispetto al capoluogo comunale e sorge nelle vicinanze del lago di Sartirana, a un'altezza di circa 370 m s.l.m. La frazione raggruppa numerose borgate e località calchesi che si ritrovano oggi unite in un'unica area urbana.

## Storia
La frazione di Calco Superiore ha iniziato a svilupparsi a partire dal X secolo grazie alla posizione geograficamente privilegiata: il più antico insediamento è quello di Vescogna (Vescùgna), agglomerato posto nel punto più alto del paese e nelle immediate vicinanze del lago di Sartirana, fattori che permisero uno sviluppo maggiore. Si hanno notizie di Vescogna del periodo altomedievale grazie alla presenza di famiglie nobili che abitarono questo borgo, come i Calchi, i Marliani e i Porta. Nella zona, in particolare la nobile famiglia ghibellina dei Calchi (Bartolomeo Calchi, 1434-1508) eresse vari insediamenti fortificati che a partire dal XVII secolo dopo ampliamenti e ristrutturazioni lasciarono progressivamente posto a ville di stile barocco, le quali oggi godono di una posizione privilegiata dal punto di vista paesaggistico. Tra gli insediamenti più antichi della frazione si ricorda anche quello di Torre (Tör), agglomerato nato intorno ad un'antica torre di guardia fatta realizzare dai Calchi per conto del Ducato di Milano: questa località fu luogo di scontri tra le milizie veneziane di Bartolomeo Colleoni e le truppe di Francesco Sforza nel 1449. Presso la strada che collega le località di Caviggiolo, Grugana, Roncaccio e Vescogna con il paese di Arlate, antica via di comunicazione scoscesa nota come Salita del Monte (Riva del Munt), è stata combattuta una battaglia nell'aprile 1799 tra le truppe austro-russe e quelle francesi.

## Monumenti e luoghi d'interesse

### Architetture religiose
- Oratorio di San Carlo e Santa Maddalena, situato all'ingresso di villa Moriggia e prospettante su spazio pubblico. La costruzione originale del 1560 si deve ad Alessandro Calchi che vi è sepolto dal 1627.[7] Il portone d'ingresso ha forme elaborate di gusto barocchetto settecentesco.

- Chiesa di Sant'Ambrogio, situata in località Ronco, fu fatta costruire dalla famiglia Calchi e se ne ha una prima menzione in un documento del 1473.[7] Secondo alcuni, quest'antica chiesetta potrebbe essere l'originario edificio parrocchiale di Calco.[7]

### Architetture civili
- Villa Moriggia, complesso eretto sulle rovine di una precedente dimora fortificata dei Calchi, che assunse la sua definitiva fisionomia nel corso dei secoli XVI-XVIII. Già convertito in convento dagli Umiliati, divenne proprietà della famiglia di origine milanese dei Moriggia,[4][7] la quale procedette in seguito a trasformare il complesso secondo gli schemi barocchi in una "villa di delizia", pur mantenendo una grande complessità planimetrica.
- Villa La Vescogna, posta nell'omonima località, si tratta di un edificio risalente al XIV secolo, edificato dai Calchi nel punto più elevato del colle, più in rilievo anche rispetto a villa Moriggia. Nel XVII secolo venne trasformato anch'esso in una villa di delizia sebbene mantenendo uno stile esterno più affine alle forme architettoniche originarie, proprie dei castelli. All'interno si sviluppa verso sud occupando il declivio della collina con un pregevole giardino all'italiana a tre ordini di terrazze con rampe ricurve.[8]

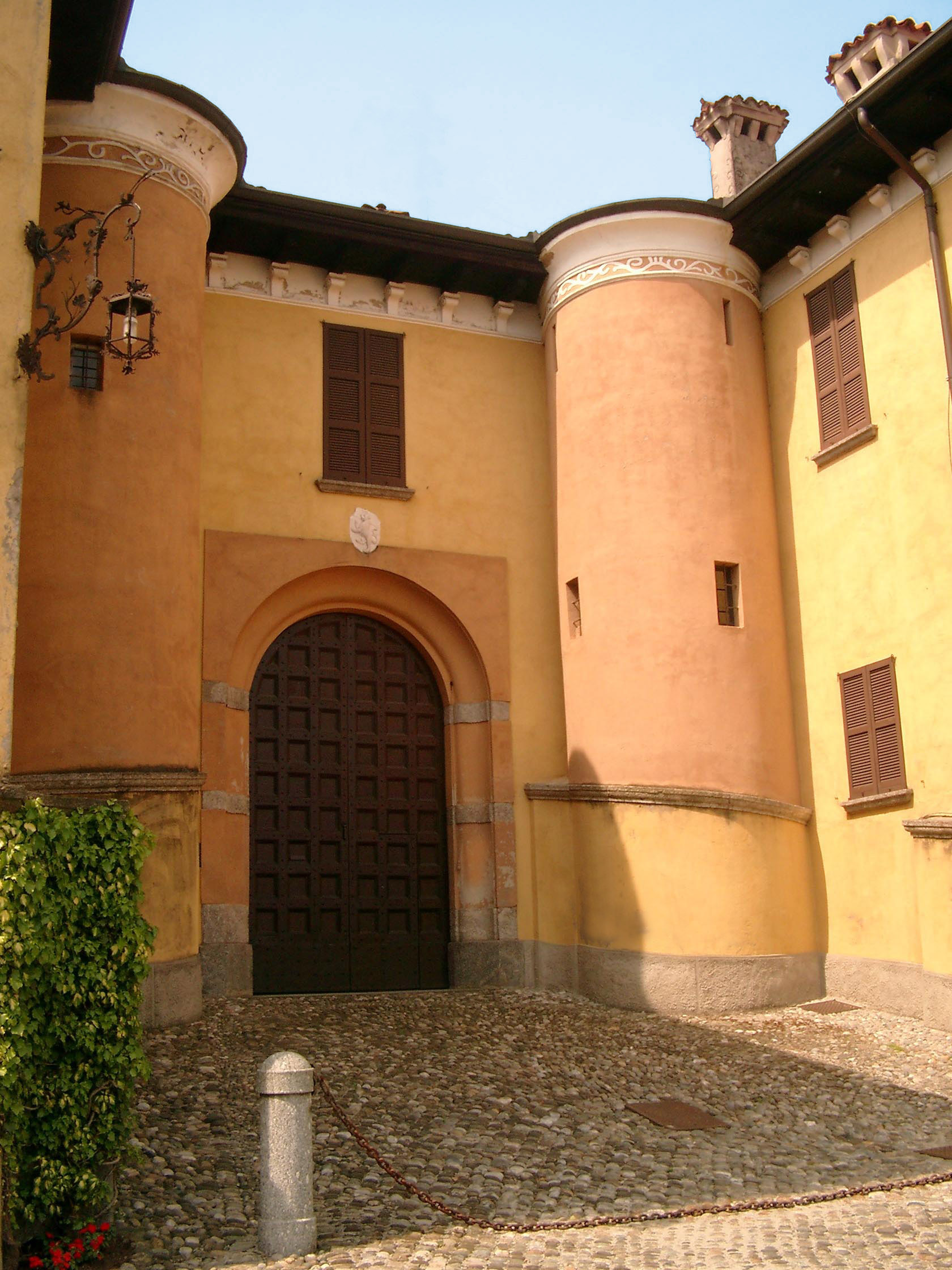
Villa La Vescogna

- Villa Cavalli, posta in località Grugana, risale al XVIII secolo ed è attualmente sede del P.I.M.E.[7]

- Il Palazzaccio,[7] detto anche Castellaccio e noto come villa Ghislanzoni e ora Villa Calchi, è l'edificio più antico attiguo a villa La Vescogna. Risalente al XIII secolo, al suo interno si trova una sala rettangolare con volte a lunette ed affreschi e decorazioni di origine rinascimentale[7] attribuiti alla scuola leonardesca simili a quelli della Sala delle Asse del Castello Sforzesco di Milano. Il completo progetto di recupero e restauro di Villa Calchi è stato eseguito dall'architetto Gualtiero Galmanini negli anni cinquanta del Novecento.

## Geografia antropica
La frazione è composta da numerose località e borgate che si trovano unite in un'unica area urbana.
- Caviggiolo (Cavigiöe)
- Gera
- Grugana (Grügona)
- Roncaccio (Runcàsc)
- Ronchetto (Runchèt)
- Ronco (Runch)
- Torre (Tör)
- Ventola
- Vescogna (Vescùgna)